# Flunitrazépam
Le flunitrazépam est un médicament de la famille des benzodiazépines découvert dans les années 1970 par le laboratoire Hoffmann-La Roche et commercialisé sous le nom de Rohypnol. Dans les pays où il est prescrit, ses puissantes propriétés hypnotiques et le risque de dépendance auquel il expose le font réserver aux cas d'insomnies sévères, et sa prescription est limitée (voir Abus et délivrance) .
Le flunitrazépam est également utilisé à l'occasion comme agent d'induction des anesthésies générales (Narcozep), mais il est presque abandonné dans cette indication en raison de sa durée d'action plus longue que celle d'autres substances (cf. midazolam).

## Indications
Le flunitrazépam n'est plus prescrit en France. Il pouvait être indiqué dans certaines insomnies sévères réfractaires aux moyens thérapeutiques habituels (médicamenteux ou psychologiques), mais son utilisation doit être à court terme et très surveillée. La dose habituelle est d'un comprimé dosé à 1 mg (ou anciennement 2 mg), 1 heure avant le coucher.

## Pharmacologie
Le pic plasmatique du flunitrazépam est atteint rapidement, le groupe méthyle lié au cycle diazépine du produit augmentant son caractère lipophile. On estime que 10 mg de diazépam équivalent à 1 mg de flunitrazépam. Sa demi-vie d'élimination se situe légèrement au-dessus de 20 heures,,; l'élimination lente du produit présente un risque d'accumulation en cas d'usage quotidien.
Tout comme les nombreux produits apparentés, le flunitrazépam influence l'action du GABA en renforçant l'activité des récepteurs GABA-A-alpha, activés de manière naturelle par le corps. On parle alors d'un modulateur allostérique positif. Contrairement au barbital, ce produit n'est pas un agoniste de ces récepteurs et ne fait que renforcer leur activité lors de leur activation naturelle (ou bien par le fait d'un autre agoniste, comme l'alcool) ce qui limite quelque peu les risques de surdosage.

## Effets secondaires
Les effets indésirables à déplorer sont les mêmes que pour les autres produits de sa classe, avec notamment une certaine somnolence, ainsi que des pertes de mémoire (affectant surtout la mémoire épisodique et la mémoire sémantique),. Les risques de rencontrer ces complications varient de façon notoire en fonction des doses.
S'il est utilisé sur le long terme et a fortiori en grandes quantités, il peut mener à une tolérance et une dépendance non négligeable. Utilisés en quantités limitées ou uniquement occasionnellement, les benzodiazépines hypnotiques présentent toutefois un profil addictogène réduit,,.
Le traitement impliquant ce produit doit être le plus bref possible, et la dose de 2 mg ne doit pas être dépassée. Des produits plus modernes à l'élimination rapide comme le zolpidem et le zopiclone, qui ont un potentiel d'accumulation et de dépendance moindre lors d'un usage thérapeutique quotidien lui sont préférés en cas d'utilisation à long-terme,,.
Une étude récente a mis en exergue le rôle possible de certaines benzodiazépines dans le développement de la maladie d'Alzheimer. Toutefois, leur rôle dans l'apparition de ces symptômes (ou dans le développement de cancers) est infirmé par des études contradictoires,. Davantage de recherche est nécessaire pour s'exprimer avec certitude sur le rôle de ces médicaments vis-à-vis des cas de démence ou de certains cancers.

## Abus et délivrance
Malgré sa demi-vie longue, le flunitrazépam aurait donné lieu dans les années 1980/90 à des usages dits « festifs » par les toxicomanes expérimentés. On nomme cela se faire une « fiole », parce qu'il est mélangé à d'autres psychotropes (morphiniques, alcool…). L'existence de comprimé à 2 mg favorisait ce genre de « voyage » spécial où les usagers perdent le contrôle d'eux-mêmes et peuvent avoir des comportements illégaux et/ou dangereux, sans qu'après le « réveil », ils n'en aient aucun souvenir. En 2001, le flunitrazépam fut soumis à une réglementation particulière concernant sa prescription et sa délivrance :
- suppression du conditionnement à 2 mg/cp ;
- prescription par le médecin limitée à 14 jours ;
- délivrance par le pharmacien limitée à 7 jours ;
- conservation des ordonnances ;
- pas d'autre prescription pendant la durée du traitement ;
- ordonnance spéciale sécurisée.

En France, le 19 avril 2013, le laboratoire Roche informe l’Agence nationale de sécurité du médicament et des produits de santé (ANSM) de l’arrêt de la commercialisation de la spécialité Rohypnol 1 mg à compter du 30 avril 2013 pour le modèle hospitalier et du 30 septembre 2013 pour le modèle ville, à cause d'un usage détourné et de reventes sur le marché noir trop fréquentes,.
Ce produit est parfois utilisé par les violeurs comme produit pour annihiler les défenses de la victime et lui faire perdre la mémoire. C'est ce que les médias nomment une drogue du viol. Elle est communément appelée « rup » ou « roofie ». Son utilisation dans ce cadre semble toutefois avoir été en partie surestimée dans les médias,,.

## Surdosage
La surdose, comme pour toutes les benzodiazépines, peut entraîner un coma. Les risques sont grandement majorés par la prise simultanée d'autres dépresseurs, comme l'alcool ou les narcotiques.

## Anecdotes
Dans Kingsman : Services secrets, les trois derniers espions en lice ont pour mission de soutirer des informations à une jeune femme dans une boîte de nuit. Ils sont alors drogués par un barman avec du Rohypnol.
Dans la série Trauma épisode 2 de la saison 5, une femme arrive à l'hôpital avec du Rohypnol dans le sang, après avoir été tabassée, mais elle nie en avoir consommé.
Dans l'épisode Left Around head saison 2 épisode 11 de Dexter : Lila en prend intentionnellement.
Dans la série The IT Crowd, ce médicament est utilisé par le PDG de Jen afin d'obtenir ses faveurs.
Dans le film Merci pour le chocolat, le pianiste André Polonski (Jacques Dutronc) s'avoue accro au Rohypnol, et ce produit joue un rôle important dans l'intrigue dramatique.
Dans la série Supernatural saison 9 épisode 13, Dean dit avoir été drogué après avoir mangé du pudding contenant un "extra" qu'il croit être du Rohypnol.
Le chanteur et guitariste de Nirvana, Kurt Cobain, a tenté de se suicider à Rome en mélangeant du champagne et une cinquantaine de ces comprimés, le 4 mars 1994.
Dans la série Les Frères Scott saison 1 épisode 8, Peyton Sawyer Scott se fait droguer avec ce produit.
Dans le film Loser, Noah a l'habitude d'utiliser cette drogue (conditionnée en comprimés) dans les fêtes pour séduire les filles plus facilement. Pour éviter qu'il recommence, Paul lui vole ses comprimés, les jette à la poubelle et les remplace par d'autres, inoffensifs.
Dans le clip Baby's got a Temper du groupe The Prodigy.[pas clair]
Dans la série Bones saison 1 épisode 19 , la secte rouge Dr T.Brennan a été droguée avec ce médicament.
Dans le film Le Flingueur Arthur Bishop donne une dose du produit à Steve McKenna pour effectuer son premier contrat.
Dans la série Castle, saison 2 épisode 12, Sophie Ronson drogue Mike Weitz avec du flunitrazépam pour le mettre hors d'état de nuire afin d'accéder à sa chambre d'hôtel.